# Curtis's Botanical Magazine

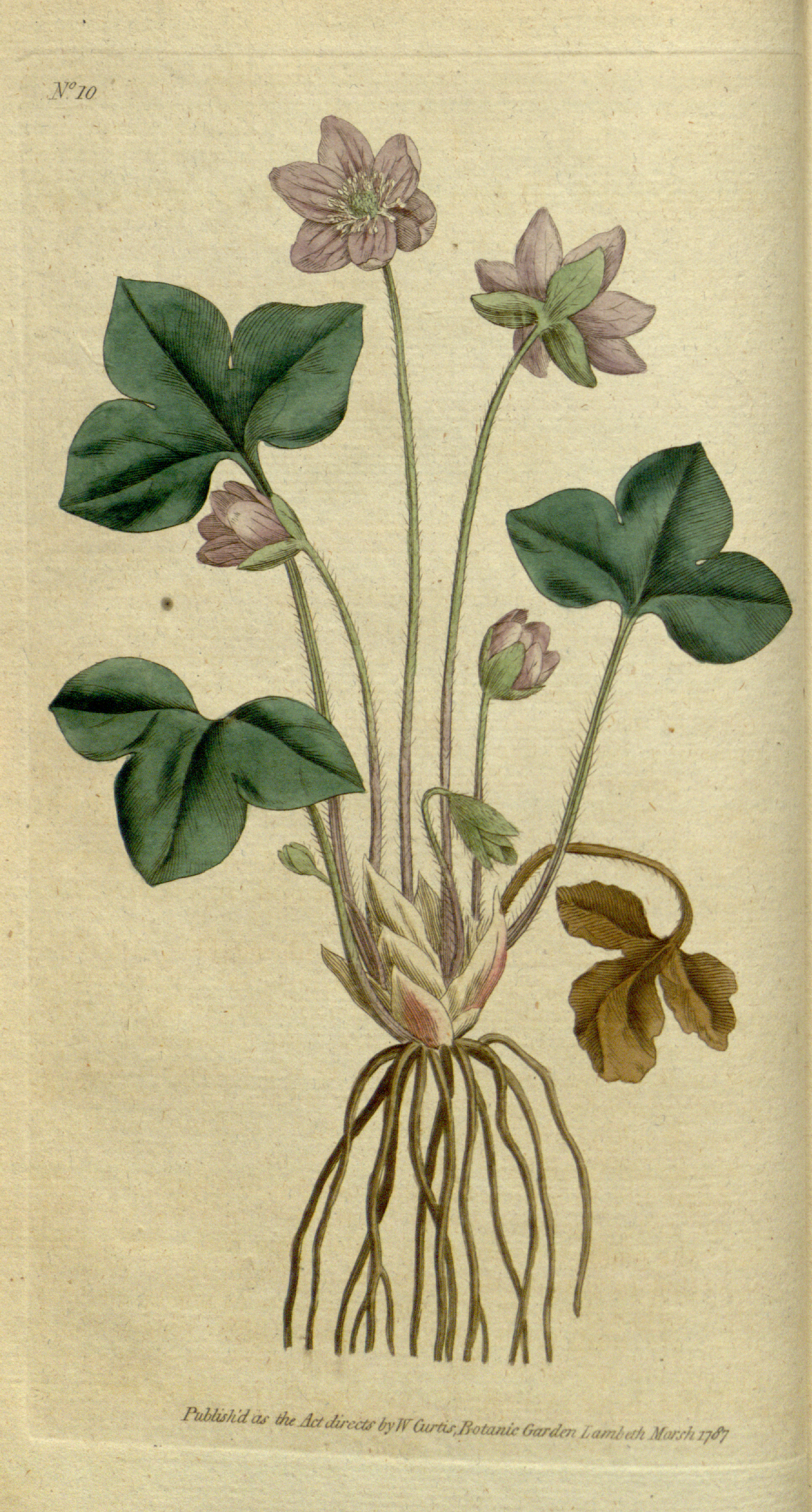
illustratie uit Curtis's Botanical Magazine van het leverbloempje door James Sowerby

Curtis's Botanical Magazine is een botanisch tijdschrift dat al twee eeuwen verschijnt en zich erop kan beroepen het langst lopende botanische tijdschrift met kleurenillustraties te zijn.
Het werd op 1 februari 1787 door William Curtis voor het eerst gepubliceerd onder de naam The Botanical Magazine. Met het blad richtte hij zich op opvallende, exotische en ongebruikelijke planten. Tot zijn dood in 1799 publiceerde Curtis veertien delen van het tijdschrift.
In 1799 nam Curtis' vriend John Sims de verantwoordelijkheid voor de inhoud van het tijdschrift op zich. Om zijn vriend te eren, doopte hij het tijdschrift om in Curtis's Botanical Magazine, de naam die het nog steeds draagt. Sims was verantwoordelijk voor het tijdschrift van 1801 tot 1807 (deel 15 tot 26). Belangrijkste illustrator voor zowel Curtis als Sims was Sydenham Edwards.
In 1826 werd William Jackson Hooker de redacteur van het blad. Hij was aanvankelijk niet alleen verantwoordelijk voor de tekst, maar maakte gedurende de eerste tien jaar van zijn redacteurschap ook de illustraties van het tijdschrift. Veel bijdragen werden geleverd door William Herbert die zich richtte op bolgewassen. In 1865, na de dood van Hooker sr., nam zijn zoon Joseph Dalton Hooker de verantwoordelijkheid voor de inhoud van het blad op zich. De illustraties liet hij hoofdzakelijk over aan Walter Hood Fitch en later Matilda Smith. In 1904 gaf Hooker het stokje over aan zijn schoonzoon William Turner Thiselton Dyer.
In 1921 werd het tijdschrift gered van de ondergang toen H.J. Elwes de rechten kocht en overdroeg aan de Royal Horticultural Society. De Royal Horticultural Society besloot om de publicatie te continueren. De traditie om de illustraties met de hand in te kleuren werd voortgezet tot 1948, waarna overgegaan werd op kleurendruk. In 1984 werd het blad omgedoopt in The Kew Magazine (onder verantwoording van de Royal Botanic Gardens, Kew), maar op veler verzoek keerde de naam Curtis's Botanical Magazine in 1995 terug op het titelblad.
Tegenwoordig wordt het blad namens de Royal Botanic Gardens, Kew uitgegeven door Wiley-Blackwell. De redacteur is Martyn Rix. Het tijdschrift verschijnt vier keer per jaar: in februari, mei, augustus en november.
In botanische literatuurverwijzingen wordt vaak de standaardaanduiding 'Curtis's Bot. Mag.' gebruikt.

## Illustraties uitCurtis's Botanical Magazine

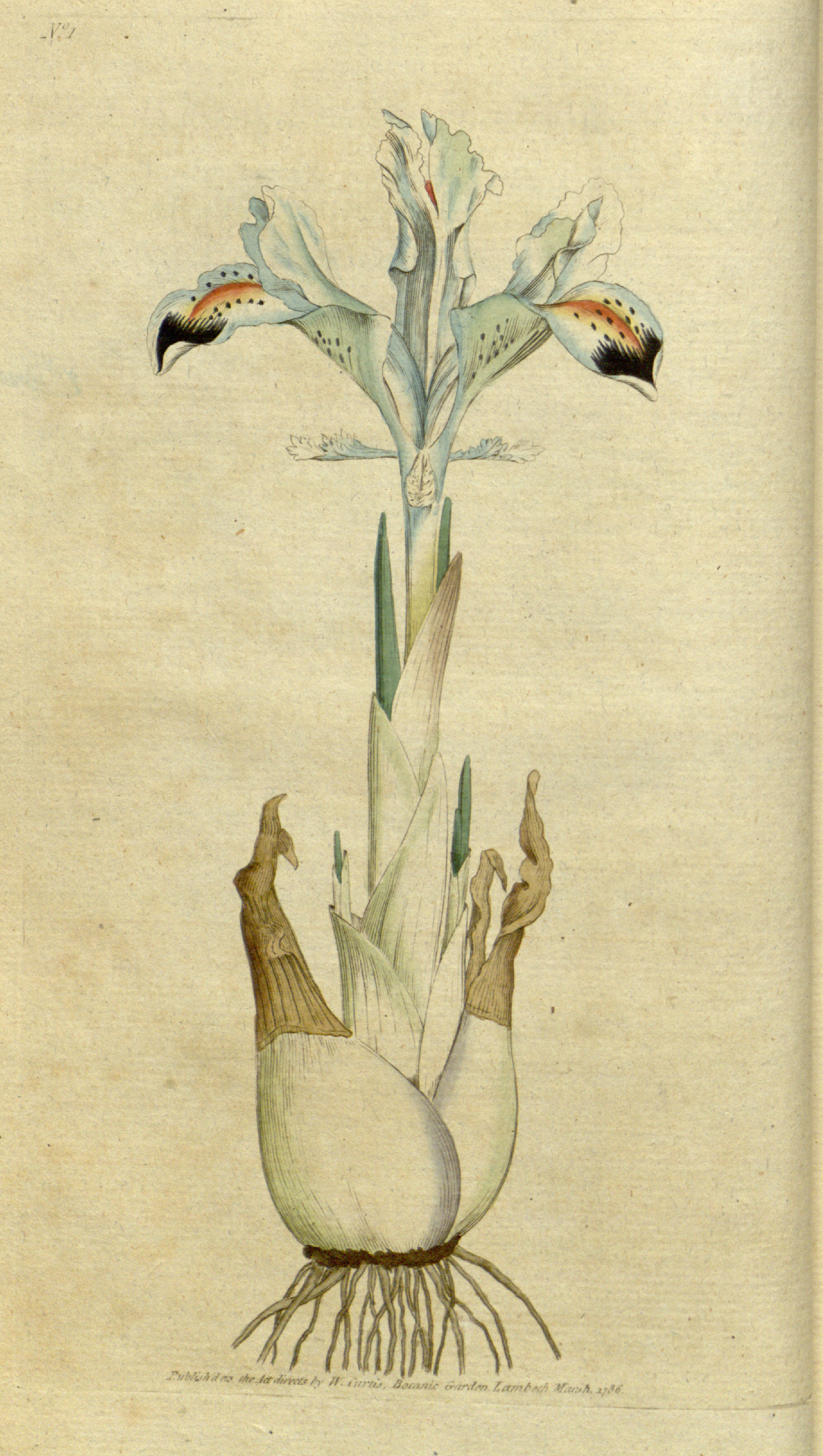
Iris persica door James Sowerby, de eerste illustratie uit de eerste The Botanical Magazine
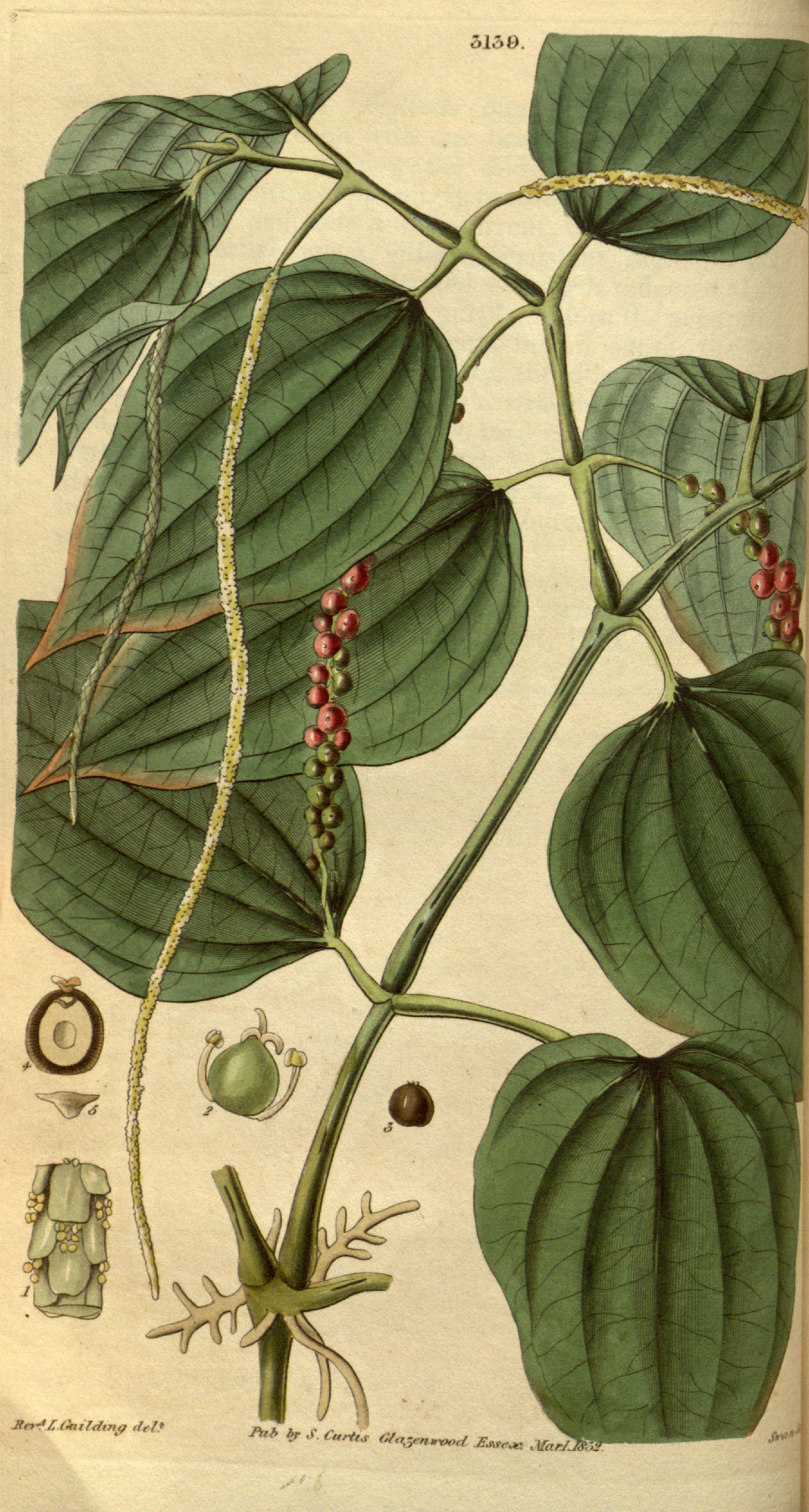
Peper door Lansdown Guilding
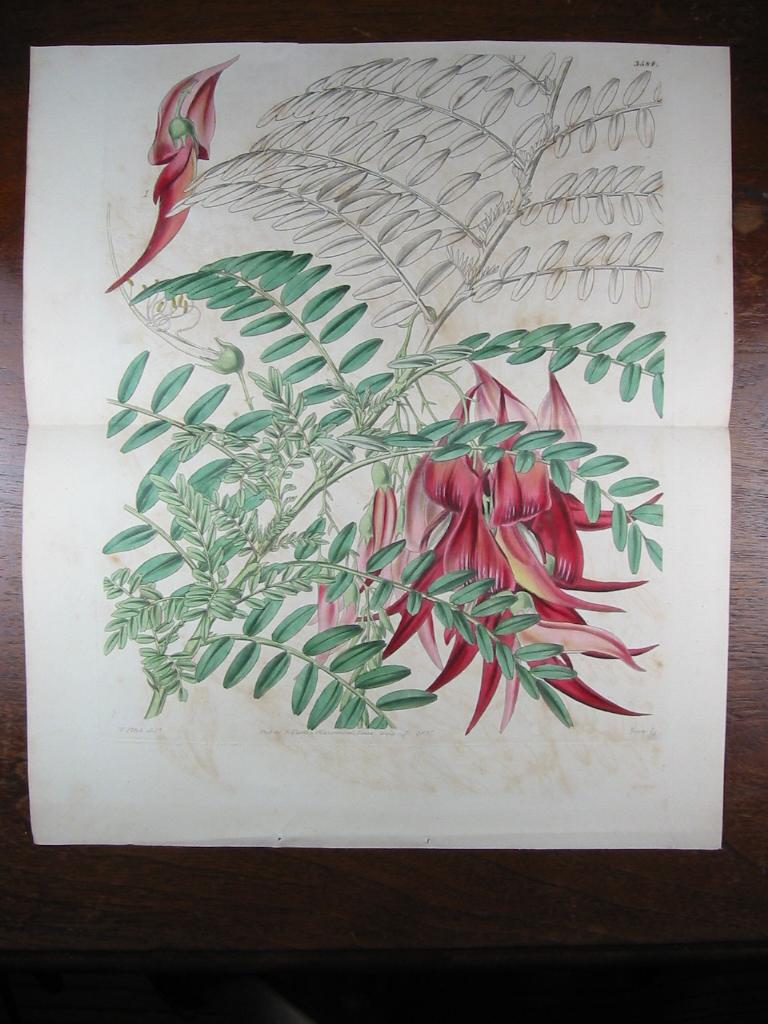
Clianthus puniceus door William Jackson Hooker
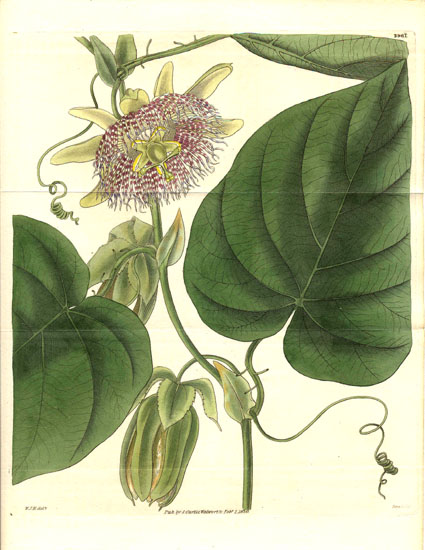
Passiflora ligularis door William Jackson Hooker